# 바이런 스콧

2016년 모습 (왼쪽)

바이런 스콧(Byron Scott, 본명: 바이런 앤텀 스콧, Byron Antom Scott, 1961년 3월 28일 ~ )은 미국의 전 프로 농구 선수이자 NBA(전미 농구 협회)의 수석 코치이다. 선수로서 스콧은 1980년대 쇼타임 시대에 로스앤젤레스 레이커스와 함께 3번의 NBA 챔피언십에서 우승했다. 2008년 뉴올리언스 호네츠(현 펠리컨스)에서 NBA 올해의 감독으로 선정됐다.

## 어린 시절과 대학 경력
스콧은 캘리포니아주 잉글우드에서 자랐고 당시 레이커스의 홈 경기장이었던 더 포럼의 그늘에 있는 모닝사이드 고등학교에서 뛰었다. 애리조나 주립대학교에서 3년 동안 대학 농구를 했으며 선 데빌스에서 성공적인 경력을 쌓았다. 1980년 Pac-10 올해의 신입생, 1983년 1군 All-Pac-10으로 선정되었다. 선 데빌스에서 경기당 평균 17.5득점을 기록했다. 3학년을 마치고 떠나 1983년 NBA 드래프트에 참가했다. 2011년에는 그의 등번호 11번이 애리조나 주립 선 데빌스에 의해 영구 결번되었다.